# Pentamidina
La pentamidina isetionato es un antiprotozooario que actúa inhibiendo uno o varios de los siguientes procesos:
- síntesis de ácidos nucleicos y proteínas
- fosforilación oxidativa o la dihidrofosfato reductasa

Presenta actividad frente a Pneumocystis jirovecii (se usa como alternativa al cotrimoxazol),Trypanosoma gambiense solo en fase precoz y leishmaniasis cutánea.

## Fuente
"Catálogo de especialidades farmacéuticas. Consejo general de colegios oficiales de farmacéuticos".